# Rio Hackford
Rio Hackford (* 28. Juni 1970 in Los Angeles, Kalifornien; † 14. April 2022 in Huntington Beach, Kalifornien) war ein US-amerikanischer Schauspieler.

## Werdegang
Rio Hackford war Sohn des Filmregisseurs und Filmproduzenten Taylor Hackford und Stiefsohn der Schauspielerin Helen Mirren. Seine Kindheit verbrachte er zu großen Teilen in New Orleans, aber auch in Tijuana und in Spanien. Seit dem Jahr 1990 war er als Schauspieler aktiv. Seine erste Rolle war die eines Junkies im Film Pretty Woman, die nicht im Abspann aufgeführt wurde. Anschließend übernahm er auch in den Filmen Blood in, Blood out – Verschworen auf Leben und Tod, Undercover Cops, Strange Days, Swingers, Liebe auf Umwegen, Stay Alive und Déjà Vu – Wettlauf gegen die Zeit kleine Rollen.
2010 war er als Grayden Nash im Antihelden-Western Jonah Hex zu sehen. Anschließend stand er für Filme unter der Regie seines Vaters vor der Kamera, 2010 für Love Ranch und 2013 für den Actionfilm Parker. Von 2010 bis 2013 war er wiederkehrend als Toby in der Dramaserie Treme zu sehen. Anschließend trat er in den Serien True Detective, Togetherness und Underground in Gastrollen auf. 2019 war er Teil der Besetzung der ersten Staffel der Serie The Mandalorian.
Hackford war Eigentümer mehrerer Bars. Seit 2002 betrieb er die Rock-’n’-Roll-Bar One Eyed Jack in New Orleans, wo er einen Großteil seiner Kindheit verbrachte. Zuletzt lebte er abwechselnd in New Orleans, Los Angeles und San Francisco. Hackford starb im April 2022 mit 51 Jahren an einer seltenen Form von Krebs.

## Filmografie (Auswahl)
- 1990: Pretty Woman
- 1993: Blood in, Blood out – Verschworen auf Leben und Tod (Bound by Honor)
- 1994: Undercover Cops
- 1994: Double Dragon – Die 5. Dimension (Double Dragon)
- 1995: Safe
- 1995: Strange Days
- 1996: Swingers
- 1998: Scotch and Milk
- 1999: Treasure Island
- 1999: Willkommen in Freak City (Freak City, Fernsehfilm)
- 2003: The Fan: Schatten des Ruhms (I Love Your Work)
- 2004: Liebe auf Umwegen (Raising Helen)
- 2006: SherryBaby
- 2006: Stay Alive
- 2007: Déjà Vu – Wettlauf gegen die Zeit (Déjà Vu)
- 2007: K-Ville (Fernsehserie, Episode 1x02)
- 2007: Die Gebrüder Weihnachtsmann (Fred Claus)
- 2008: All in – Alles oder nichts (Deal)
- 2009: Mord in Louisiana (In the Electric Mist)
- 2010: Jonah Hex
- 2010: Love Ranch
- 2010: Memphis Beat (Fernsehserie, Episode 1x07)
- 2010–2013: Treme (Fernsehserie, 10 Episoden)
- 2012: Lady Vegas
- 2013: Parker
- 2014: True Detective (Fernsehserie, Episode 1x06)
- 2015: Trumbo
- 2016: Ruf der Macht – Im Sumpf der Korruption (Misconduct)
- 2016: Underground (Fernsehserie, Episode 1x03)
- 2016: American Crime Story (Fernsehserie, 3 Episoden)
- 2016: Term Life – Mörderischer Wettlauf (Term Life)
- 2019: The Mandalorian (Fernsehserie, 4 Episoden)
- 2022: Pam & Tommy (Miniserie, Episode 1x08)